# James Madison
James Madison (16. března 1751 Port Conway, Virginie – 28. června 1836 Orange, Virginie) byl americký politik, politický filosof a 4. prezident Spojených států amerických. Je jedním z hlavních autorů americké Deklarace nezávislosti (1776). V roce 1788 napsal více než třetinu z 85 článků zvaných Listy federalistů, ve kterých byla obhajována ratifikace Ústavy USA. Sloužil v Kongresu Spojených států, vypracoval mnoho základních zákonů a prvních deset dodatků Ústavy. Nejzákladnější přesvědčení Madisona jako politického teoretika bylo, že nová republika potřebuje zabránit zvyšování vlivu různých zájmových skupin.
Jako předseda Sněmovny reprezentantů Madison úzce spolupracoval s prezidentem Georgem Washingtonem na organizování nové federální vlády. Po roztržce s ministrem financí Alexandrem Hamiltonem založil Madison spolu s Thomasem Jeffersonem stranu, kterou nazvali Republican Party (později Democratic-Republican Party) v opozici vůči Federalistům, zejména vůči národní bance a smlouvě s Velkou Británií, tzv. Jay Treaty. Napsal tajně spolu s Thomasem Jeffersonem Kentucky and Virginia Resolutions na protest proti Zákonu o cizincích a pomluvách (Alien and Sedition Acts).
V roce 1812 vyhlásil válku Velké Británii. Madison je jediným prezidentem v dějinách Spojených států, za jehož prezidentování zemřeli dva viceprezidenti v úřadu.

## Mládí
James Madison se narodil v Port Conway ve Virginii 16. března, 1751. Vyrůstal jako nejstarší z dvanácti dětí, z nichž devět přežilo. Jeho otec, James Madison, (1723–1801) byl tabákový plantážník, který vyrůstal na pozemku v okrese Orange County ve Virginii, který zdědil po dovršení dospělosti. Později získal ještě větší majetek a stal se největším vlastníkem půdy (5,000 akrů = cca 20,2 km²) v Orange County. Jeho matka, Nelly Conway (1731–1829), se narodila v Port Conway ve Virginii, jako dcera významného plantážníka a obchodníka s tabákem. Madisonovi rodiče se vzali v roce 1743. Oba rodiče měli značný vliv na jejich nejslavnější nejstaršího syna.
Madison měl tři bratry a tři sestry, kteří se dožili dospělosti (a měl více než 30 neteří a synovců):
- Francis Madison (1753–1800): plantážník v Orange County
- Ambrose Madison (1755–1793): plantážník a kapitán Virginských milicí, starající se o rodinné zájmy v Orange County Orange County; pojmenován po dědečkovi z otcovy strany
- Catlett Madison (1758–1758): zemřel v dětství.
- Nelly Madison Hite (1760–1802)
- William Madison (1762–1843): veterán Revoluce a právník, sloužil ve Virginském zákonodárném sboru
- Sarah Catlett Madison Macon (1764–1843)
- Nepojmenované dítě (1766–1766)
- Elizabeth Madison (1768–1775)
- Nepojmenované dítě (1770–1770)
- Reuben Madison (1771–1775)
- Frances "Fanny" Madison Rose (1774–1823)

## Vzdělání
Od věku od 11 do 16 let mladý "Jemmy" Madison studoval pod Donaldem Robertsonem, učitelem na plantáži Innes v okrese King and Queen County ve Virginii. Od Robertsona se Madison naučil matematice, geografii, tradičních a moderních jazyků. Byl velmi dovedný v latině. Madison říkal, že vděčí za svůj talent k učení "především tomu muži (Robertsonovi)".
V 16 letech začal dvouleté studium pod Reverendem Thomasem Martinem který Madisona připravoval v Montpelieru na studium na vysoké škole. V roce 1769 se zapsal na College of New Jersey (nyní Princeton University).
Prostřednictvím dlouhých hodin studia, které mohly poškodit jeho křehké zdraví, Madison absolvoval univerzitu v roce 1771. Studoval latinu, starořečtinu, přírodní vědy, zeměpis, matematiku, rétoriku a filosofii. Velký důraz byl také kladen na řeč a diskusi. Po dokončení studia Madison zůstal na Princeton studovat hebrejštinu a politickou filosofii pod univerzitním prezidentem Johnem Witherspoonem před návratem do Montpelier na jaře roku 1772.

## Manželství a rodina
James Madison se oženil s Dolley Madisonovou, vdovou s jedním synem, 15. září 1794 v Západní Virginii, tam, kde je dnes okres Jefferson County. Dolley Payne Todd Madison se narodila 20. května 1768 v osadě New Garden Quaker v Severní Karolíně, kde její rodiče John Payne a Mary Coles Payne krátce žili. Sestra Dolley Lucy Payne si vzala Steptoe George Washingtona, synovce prezidenta Washingtona.
Jako člen Kongresu se Madison bezpochyby setkal s vdovou Dolley ve Filadelfii, tehdy hlavním městě státu. V květnu 1794 si s ní přes jejich společného přítele Aarona Burra sjednal schůzku. Setkání zřejmě proběhlo hladce a v srpnu přijala jeho nabídku k sňatku.
Madison neměl žádné děti, takže nemá žádné přímé potomky.

## Raná politická kariéra
Jako mladý právník Madison obhajoval baptistické kazatele zatčené za kázání bez licence. Kromě toho pracoval s kazatelem Eliahem Craigem na ústavních zárukách náboženské svobody ve Virginii. Práce na těchto případech pomohla zformovat jeho nápady o náboženské svobodě. Madison sloužil v zákonodárném sboru státu Virginie (1776-79) a stal se známým chráněncem Thomase Jeffersona. Dosáhl výtečného postavení ve virginské politice pomocí při návrhu Virginského ustanovení o svobodě náboženského vyznání, které odlučuje Anglikánskou církev od státu a popírá jakoukoli pravomoc státního nátlaku v náboženské oblasti. Zabránil plánu guvernéra Virginie Patricka Henryho, který měl nutit občany k placení poplatků za svobodné shromáždění.
Madisonův bratranec Reverend James Madison (1749–1812) se v roce 1777 stal prezidentem univerzity The College of William & Mary. Úzce spolupracoval s Madisonem a Jeffersonem, pomáhal provést univerzitu složitými obdobími týkající se oddělení jak od Velké Británie, tak od Anglikánské církve. Vedl také vysoké školy a státní opatření, které vyústily ve vytvoření Episkopální diecéze Virginie.
James Madison přesvědčil Virginii, aby se vzdala svých nároků na území na severozápadě země: Ohio, Indiana, Illinois, Michigan, Wisconsin a část Minnesoty Kontinentálnímu Kongresu chybí sloveso Severozápadní Teritorium v roce 1783.

## Otec Ústavy
Madison se vrátil do virginského zákonodárného sboru na konci války. Brzy rostlo jeho znepokojení o křehkosti Článků Konfederace, zejména rozdělením státní moci a silně podporoval novou ústavu. Na Filadelfském Shromáždění v 1787 Madisonův návrh Virginského plánu a jeho revoluční třísložkový federální systém se staly základem pro dnešní ústavu. Přestože Madison byl plachý člověk, byl jedním z nejvíce přímočarých členů Kontinentálního Kongresu. Představoval si silnou federální vládu, která může zvrátit kroky jednotlivých států, které se zdají jako chybné. Později v životě obdivoval Nejvyšší soud, který se ujal plnění této úlohy.

## Listy Federalistů
Pro podporu ratifikace Ústavy se Madison spojil s Alexandrem Hamiltonem a Johnem Jayem pro napsání Listů Federalistů v letech 1787 a 1788. Mezi jinými příspěvky Madison napsal desátou část Listů Federalistů, ve které vysvětluje, jak velká země s mnoha různými zájmy by mohla podpořit republikánské hodnoty lépe, než malá země ovládaná několika speciálními zájmy. Jeho výklad byl ve své době ignorován, ale ve dvacátém století se stal ústřední součástí pluralitního výkladu americké politiky.
V roce 1788 na shromáždění 168 delegátů ve Virginii (Virginia Ratifying Convention) bojoval za ratifikaci Ústavy při debatách s Patrickem Henrym a dalšími, kteří usilovali o změny před ratifikací (jako například Listina práv). Madison je za svou roli při přípravě a ratifikaci často nazýván otcem ústavy. Nicméně sám to odmítal jako "zásluhu na kterou nemám nárok... Ústava nebyla, na rozdíl od bájné bohyně moudrosti, dítětem jednoho mozku. Mělo by na ni být pohlíženo jako na práci mnoha hlav a mnoha rukou.
Napsal Hamiltonovi na Newyorském ratifikačním shromáždění, uvádějící svůj názor, že "ratifikace byla in toto and for ever" (vcelku a navždy). Virgiňské ratifikační shromáždění považovalo podmíněnou ratifikaci horší než zamítnutí.

## Autor Listiny práv
Zpočátku Madison "neústupně tvrdil ... že samostatná Listina práv zůstává zbytečná, protože Ústava sama o sobě je listinou práv." Madison měl proti Listině práv tři hlavní námitky:
1. Nebyla nutná, protože měla chránit proti silám, ke kterým nebyla federální vláda oprávněná.
2. Byla nebezpečná, protože výčet některých práv by mohl být chápán jako absence jiných práv.
3. Na státní úrovni se Listina práv ukazuje jako nepoužitelná "papírová překážka" proti vládní moci.

Nicméně, anti-Federalisté nabízeli svou podporu Listiny práv, výměnou za podporu Federalistů při ratifikaci Ústavy.
Patrick Henry přesvědčoval virginskou legislaturu, aby nezvolila Madisona jako jednoho z jejích prvních Senátorů, ale Madison byl přímo zvolen do nové Sněmovny reprezentantů a stal se důležitým předsedou od Prvního Kongresu (1789) po Čtvrtý Kongres (1797).

## Opozice k Hamiltonovi
Hlavní charakteristika Madisonova působení v Kongresu byla jeho práce na omezení síly federální vlády. Gordon S. Wood tvrdil, že Madison nikdy nechtěl národní vládu, která by měla aktivní roli. Byl zděšený objevením, že Alexander Hamilton a George Washington vytvářeli "moderní evropský typ vlády s byrokracií, stálým vojskem a silnou nezávislou výkonnou mocí".
Když vešly Británie a Francie do války v roce 1793, Spojené státy stály mezi nimi. Smlouva s Francií z roku 1793 stále platila, přesto nejvíc obchodu bylo s Británií. Válka s Británií se ukazovala jako bezprostředně hrozící v roce 1794, když se Britové zmocnili stovek amerických lodí obchodujících s francouzskými koloniemi. Madison (ve spolupráci s Jeffersonem, který se dočasně vrátil do soukromého života) věřil, že Velká Británie byla slabá a Amerika byla silná a tak obchodní válka s Velkou Británií, ačkoli riskovali odvetu Britské vlády, pravděpodobně může být úspěšná a může Američanům umožnit uplatňovat plně jejich nezávislost. Velká Británie, jak prohlašoval, "nás vázala v komerčních poutech a velmi zblízka mařila objekty naší nezávislosti."